# Luis Alfredo Garavito Cubillos
Luis Alfredo Garavito Cubillos (nascut el 25 de gener de 1957), també conegut com a La Bestia o Tribilín (que porta el nom del personatge de Disney "Goofy"), fou un violador i assassí en sèrie colombià. El 1999 va admetre la violació, la tortura i l'assassinat de 138 nens i adolescents. Les seves víctimes, basades en les localitzacions dels esquelets llistats als mapes que Garavito va tenir a la presó, podrien superar els 300; Garavito continua confessant més assassinats. Ha estat descrit pels mitjans locals com "el pitjor assassí en sèrie del món". El Llibre Guinness dels rècords mundials enumera un altre colombià, Pedro Alonso López, conegut aquí com "el monstre dels Andes", com l'assassí en sèrie a gran escala dels temps moderns. No obstant això, pel que fa al nombre de víctimes confirmades, Garavito encapçala la llista seguida de López. L'òrgan judicial va dictaminar que totes les sentències de Garavito eren de 1.853 anys i nou dies a la presó.
És més probable que s'arribi a la llarga l'any 2023, a l'edat de sessió i als anys, perquè s'aconseguien les tres quantes parts de pena de màxima quantitat de anys, que s'observaven. Tendría rebots de penes per portar un comportament, col·laboració amb la justícia, sentència anticipada, confessió, treball i estudi. No obstant això, la Fiscalia colombiana intenta evitar la seva excarceració prematura.

## Biografia
Segons el seu propi testimoni, a la seva infància va viure la manca d'afecte i maltractament físic per part del pare i d'altres persones properes. Va ser víctima d' abús sexual el 1970, als 13 anys d'edat, per una persona molt propera a la seva família. És el gran de set germans, fill de Manuel Antonio Garavito i Rosa Delia Cubillos. Va estudiar fins a cinquè de primària a l'Institut Agrícola, en el corregiment de Ceilan, prop de Tuluá, Vall del Cauca. La seva cèdula va ser expedida a Trujillo, Vall del Cauca. Com moltes famílies a Colòmbia, també va ser víctima del conflicte armat, ja que Luis Alfredo Garavito Cubillos i la seva família van ser desplaçats per la violència de la guerrilla i l'exèrcit. Des d'aquell moment va començar a patir molts atacs d'ira, paranoia i psicosi, a causa de les fortes colpizas i tortures que li causava el seu pare, entre elles ser cremat amb espelmes, ser tallat amb navalles d'afaitar, fins a ser lligat a un arbre per ser copejat amb l'estoig d'un matxet o un pal massís durant hores, fins i tot en una entrevista va afirmar que el seu propi pare es ficava al llit a dormir amb ell, mentre presumptament ho violava. Als 14 anys va ser fet fora de casa per la seva mare, pel fet que va intentar acorralar un nen de 5 anys per violar-ho; segons ell, va ser a aquesta edat quan va descobrir que tenia una forta atracció sexual envers els nens, cosa que el porta a convertir-se en un pedòfil i “admet que quan tortura un nen sent més plaer sexual”. Segons el documental de Guillermo Prieto La Rotta el 2006 per alcanal RCN televisió, el 1991 Luis Alfredo Garavito Cubillos va ordenar a uns sicaris assassinar la persona que en va abusar sexualment. Va començar els seus crims a l'edat de trenta-cinc anys el 1992, i va ser capturat als quaranta-dos anys, el 1999. La seva activitat criminal va durar del 4 d'octubre del 1992 al 22 d'abril del 1999. Va cometre delictes en diversos departaments de Colòmbia: Vall del Cauca, Boyacá, Meta, Quindío, Risaralda, Cundinamarca, Nariño, Huila, Caquetá, Antioquia i Caldas, i el 1998 va cometre crims a l'Equador. El 2016, Jon Sistiaga li va fer una entrevista per al programa de televisió Tabú; l'entrevista es troba a YouTube i està publicada des del 22 d'abril de 2016. Relatar que tenia com a professió venedor ambulant i vivia d'això.
El 2001, als seus quaranta-quatre anys, va ser designat per les autoritats com un assassí en sèrie, però no ha estat l'únic que ha existit a Colòmbia. També hi ha Daniel Camargo Barbosa, Nepomuceno Matallana, Pedro Alonso López, Manuel Octavio Bermúdez Estrada i Luis Gregorio Ramírez Maestre, entre altres que apareixen en el llibre de l'escriptor colombià Esteban Cruz Nen Els monstres a Colòmbia sí que existeixen (2013). 
La seva condemna es compliria fins a l'any 2039 amb edat de vuitanta-dos anys,  però existia la probabilitat que sortís de la presó l'any 2023 en llibertat condicional o casa per presó,  a l'edat de seixanta i sis anys, perquè es complirien les tres cinquenes parts de la seva pena màxima de quaranta anys de presó,  que serien vint-i-quatre. Tindria rebaixa de penes per bon comportament, col·laboració amb la justícia, sentència anticipada, confessió, treball i estudi. No obstant, la Fiscalia colombiana va intentar evitar la seva excarceració prematura.
A l'Equador va ser condemnat a 22 anys de presó. 
Al documental de Discovery Channel del monstre dels canyadissals (Manuel Octavio Bermúdez Estrada), un investigador diu que Luis Alfredo Garavito Cubillos els va donar pistes de com atrapar l'assassí en sèrie (21, 23 o 34 nens) de la Vall del Cauca, que va actuar entre 1999 i 2003. 
El documental de Discovery Channel de l'any 2002 descriu la vida de l'assassí abans de la captura, les víctimes, la vida familiar, la confessió i la situació actual. 
El 2010, el programa de ràdio «Internight Paranormal» dels 40 principals conduït per José Miguel Sánchez i Mauricio Calvo va realitzar un especial anomenat «Ments Criminals».
Mauricio Aranguren va escriure un llibre anomenat El gran fracàs de la Fiscalia . 192 nens assassinats. Captura i confessió de la Bèstia.
Milton García Tinoco va ser acusat i va estar pres per delictes de Garavito. També Pedro Pablo Ramírez àlies Pechuga.
El 2020, el programa Els Informants del canal Caragol va relatar el testimoni de William Trujillo, una de les poques víctimes supervivents juntament amb John Iván Sabogal i Brand Ferney Álvarez.
Se sap que diverses ocasions ha intentat suïcidar-se de la Presó de Valledupar, colpejant el seu cap contra les reixes de la seva cel·la. Garavito estava aïllat dels altres interns de la presó i tenia sis hores de permís per poder utilitzar un telèfon.
El 10 de març de 2020, Garavito va ser diagnosticat amb Leucèmia i segons diverses fonts la seva malaltia estava agreujant-se .
El 12 d'octubre del 2023, morí a la clínica Nueva Santo Tomás del Caribe de Valledupar a conseqüència de les afectacions de salut degut a la leucèmia i el càncer ocular que li van ser diagnosticats.

## Captura
El dijous 22 d'abril de 1999, en una zona rural de Villavicencio, Meta, va ser capturat quan sortia, al final de la tarda, d'un potrero a la perifèria d'aquesta municipalitat. Hores abans, Garavito havia raptat un menor del que pretenia abusar sexualment i després assassinar. Un indigent que era a la zona va escoltar els crits d'auxili del menor i es va acostar. En veure l'escena, va atacar Garavito amb pedres obligant-lo a fugir. L'indigent va alliberar el nen, el qual va poder arribar a un habitatge on el van auxiliar i van trucar a la policia nacional. Després que el nen va explicar els fets, es va iniciar la recerca per una brigada amb múltiples efectius policials a la zona, usant vehicles oficials, taxis i particulars recorrent la zona. Diverses hores després, l'home va sortir de la muntanya caminant i va ser identificat pel nen i interceptat pels policies.
En aquell moment va ser capturat i conduït al comando de policia on va manifestar anomenar-se Bonifacio Morera Lizcano. Amb aquest nom es va iniciar la investigació penal sobre la presumpta temptativa d?accés carnal sobre el menor.
El juny de 1999, l'equip interdisciplinari del CTI de la Fiscalia, conformat per membres d'aquesta institució provinents de nou departaments, incloent-hi membres del DAS, Sijín i Óscar Armando Díaz Beltrán, psiquiatre de Medicina Legal de Cali i assessor permanent de l'equip, van avaluar els casos i van establir que el sospitós principal emmarcat per l'equip d'Armènia i dirigit pel doctor Álvaro Vivas Botero, era Luis Alfredo Garavito. En intervenir altres seccions, com l'anàlisi realitzada pel morfòleg de Buga Carlos Hernán Herrera Jaramillo, principal promotor de la investigació del fenomen, i la presentació del fiscal Fernando Aya de Villavicencio sobre el cas Morera Lizcano, van permetre establir que ja se sabia que era l'assassí serial i també que ja estava capturat des de fa setmanes.